# Nesorhinus philippinensis
Nesorhinus philippinensis (лат.) — вымерший плейстоценовый вид млекопитающих из семейства носороговых, эндемичный для Филиппинских островов. Окаменелые остатки были найдены формации Guadalupe в районе форта Бонифачо и в долине Кагаян провинции Калинга.

## История изучения
Вид был впервые описан фон Кёнигсвальдом в 1956 году как Rhinoceros philippinensis по образцу, найденному 13 мая 1965 года в карьере в районе форта Бонифачо, позже образец был потерян. Он имел длину 12,07 сантиметра, ширину 6,87 сантиметра и толщину 9,47 сантиметра (3,73 дюйма), вес 800 грамм.
В 2014 году был найден в Ризале, Калинга, другой образец Rhinoceros philippinensis со следами повреждений от орудий, которые были найдены вместе с ним, что позволяет рассматривать найденный образец как трофей ранних гоминид. По электронному спин-резонансному датированию возраст образца насчитывает 709 тысяч лет.
В 2021 году на основе филогенетического анализа представителей Rhinocerotinae был выделен новый род Nesorhinus,  сестринский кладе из родов Dicerorhinus и Rhinoceros. Род локализован поздним миоценом — плейстоценом Восточной и Юго-Восточной Азии. К нему отнесли Nesorhinus philippinensis с Филиппин и Nesorhinus hayasakai с Тайваня.